# Associazione Calcio Pavia 1949-1950
Questa voce raccoglie le informazioni riguardanti il Associazione Calcio Pavia nelle competizioni ufficiali della stagione 1949-1950.

## Stagione
Nella stagione 1949-1950 il rafforzato Pavia punta ad un campionato d'avanguardia. Nell'agguerrito girone A della Serie C, formato da 22 squadre il Pavia si piazza in sesta posizione con 50 punti, il torneo vedrà promosso in Serie B il Seregno che con 55 punti ha vinto il campionato alla pari del Mortara, la squadra lomellina ha in seguito rinunciato a disputare lo spareggio promozione.
A disposizione del confermato Carlo Alberto Quario, solo allenatore ora, arrivano giocatori di affidamento certo, quali il portiere Luigi Carzino dalla Lavagnese, dall'Inter il terzino Ubaldo Passalacqua, dal Varese il mediano Giuseppe Castelli, gli attaccanti Teodoro Zanini dalla Cremonese, Edos Barbini dal Fanfulla e Luigi Parodi dalla Sampdoria, poi a gennaio sempre dai doriani arriva il centrocampista Mario Pieri. Nel girone di andata con 12 risultati utili consecutivi il Pavia si porta al comando della graduatoria, a capodanno con la sconfitta di Savona perdono il primato a favore del Casale che chiude l'andata con un punto di vantaggio sui granata pavesi ed il Crema. Nel ritorno il Pavia perde terreno nei confronti delle primattrici del torneo. Al termine i granata si devono accontentare del sesto posto che lo ha visto a lungo in lizza per il ritorno nella serie cadetta dopo quindici anni e delle 21 reti realizzate dal suo centravanti Luigi Parodi.

## Rosa
| N. |                   | Ruolo | Calciatore        |
| -- | ----------------- | ----- | ----------------- |
|    | Italia (bandiera) | A     | Luciano Alghisi   |
|    | Italia (bandiera) | C     | Battista Andreoni |
|    | Italia (bandiera) | P     | Carlo Baggini     |
|    | Italia (bandiera) | A     | Edos Barbini      |
|    | Italia (bandiera) | A     | Angelo Buratti    |
|    | Italia (bandiera) | P     | Luigi Carzino     |
|    | Italia (bandiera) | C     | Giuseppe Castelli |
|    | Italia (bandiera) | D     | Angelo Colla      |
|    | Italia (bandiera) | A     | Natale Colla      |

| N. |                   | Ruolo | Calciatore          |
| -- | ----------------- | ----- | ------------------- |
|    | Italia (bandiera) | D     | Aldo Falzotti       |
|    | Italia (bandiera) | D     | Luigi Frigerio      |
|    | Italia (bandiera) | C     | Costantino Galbiati |
|    | Italia (bandiera) | C     | Dino Gazzaniga      |
|    | Italia (bandiera) | A     | Luigi Parodi        |
|    | Italia (bandiera) | D     | Ubaldo Passalacqua  |
|    | Italia (bandiera) | C     | Mario Pieri         |
|    | Italia (bandiera) | C     | Silvano Racman      |
|    | Italia (bandiera) | A     | Teodoro Zanini      |

## Serie C girone A

### Girone di andata
| Arbitro: | Parpaiola (Padova) |

|              |           |            |
| Castelli 83’ | Marcatori | 59’ Rosati |

| Arbitro: | Coppa (Como) |

|  |           |                            |
|  | Marcatori | 54’, 80’ Parodi 66’ Racman |

| Arbitro: | Rivellini (Genova) |

|              |           |  |
| Castelli 40’ | Marcatori |  |

| Arbitro: | De Apollonio (Genova) |

|                          |           |  |
| Bellino 2’ Ferrarone 25’ | Marcatori |  |

| Arbitro: | Guarda (Mestre) |

|                       |           |              |
| Parodi 18’ Zanini 52’ | Marcatori | 83’ Ferraris |

| Arbitro: | Rigato (Mestre) |

|                  |           |                 |
| Teruzzi 84’, 85’ | Marcatori | 67’, 74’ Zanini |

| Arbitro: | Loda (Brescia) |

|                                                                         |           |               |
| Racman 13’, 24’, 76’ Parodi 26’, 37’ Alghisi 64’ Parodi 82’, 85’ (rig.) | Marcatori | 77’ M. Parodi |

| Arbitro: | Liverani (Torino) |

|                 |           |                 |
| Guerra 12’, 74’ | Marcatori | 26’, 89’ Racman |

| Arbitro: | Pizzato (Mestre) |

|                 |           |  |
| Parodi 30’, 55’ | Marcatori |  |

| Arbitro: | Vilella (Trieste) |

|                                 |           |  |
| Gazzaniga 13’ (rig.) Zanini 64’ | Marcatori |  |

| Arbitro: | Perego (Milano) |

|            |           |                                  |
| Fiorio 54’ | Marcatori | 1’ Alghisi 26’ Parodi 43’ Zanini |

| Arbitro: | Rigato (Mestre) |

|  |           |            |
|  | Marcatori | 70’ Zanini |

| Arbitro: | Griggi (Brescia) |

|             |           |  |
| Barbini 16’ | Marcatori |  |

| Arbitro: | Neri (Vicenza) |

|             |           |            |
| Prelati 60’ | Marcatori | 52’ Parodi |

| Arbitro: | De Mari (Torino) |

|                                              |           |           |
| Alghisi 4’ Colla II 52’ Gazzaniga 74’ (rig.) | Marcatori | 49’ Desio |

| Arbitro: | Coppa (Como) |

|            |           |            |
| Streri 43’ | Marcatori | 82’ Parodi |

| Arbitro: | Fortina (Novara) |

|            |           |                               |
| Racman 39’ | Marcatori | 31’ Martinengo 55’, 65’ Dazzi |

| Arbitro: | Pizzato (Mestre) |

|                  |           |  |
| Füzér 24’ (rig.) | Marcatori |  |

| Arbitro: | Cicardi (Lecco) |

|             |           |                        |
| Facchin 21’ | Marcatori | 36’ Racman 54’ Alghisi |

| Arbitro: | Balestrino (Oneglia) |

|                                 |           |  |
| Gazzaniga 66’ (rig.) Zanini 84’ | Marcatori |  |

| Arbitro: | Molon (Venezia) |

|                 |           |            |
| Biraghi 3’, 21’ | Marcatori | 84’ Parodi |

### Girone di ritorno
| Arbitro: | Cartei (Firenze) |

|                                         |           |                      |
| Grammatica 20’ Rosati 33’ Vaschetto 48’ | Marcatori | 10’ (rig.) Gazzaniga |

| Arbitro: | Vilella (Trieste) |

|            |           |  |
| Racman 49’ | Marcatori |  |

| Arbitro: | Michieletto (Mestre) |

|                                              |           |  |
| Bergamaschi 16’ Frassinelli 28’ Bassetti 86’ | Marcatori |  |

| Arbitro: | Stocco (Camponogara) |

|                      |           |           |
| Gazzaniga 41’ (rig.) | Marcatori | 66’ Golin |

| Arbitro: | Piemonte (Monfalcone) |

|             |           |            |
| Rosalia 34’ | Marcatori | 20’ Zanini |

| Arbitro: | Perucci (Verona) |

|             |           |                  |
| Colla II 8’ | Marcatori | 27’, 81’ Daverio |

| Arbitro: | Pizzato (Mestre) |

|               |           |  |
| Capitelli 17’ | Marcatori |  |

| Arbitro: | Martorana (Trieste) |

|                                                                  |           |  |
| Zanini 9’ Galbiati 42’ Schiappapietra 48’ (aut.) Racman 77’, 89’ | Marcatori |  |

| Arbitro: | Greppi (Brescia) |

|  |           |            |
|  | Marcatori | 22’ Parodi |

| Lissone 9 aprile 1950 31ª giornata | Pro Lissone        | 0 – 0 | Pavia | Campo della Palestra\| Arbitro: \| Parpaiola (Padova) \| |
| Arbitro:                           | Parpaiola (Padova) |       |       |                                                          |

| Arbitro: | Grassetto (Padova) |

|                           |           |                                    |
| Racman 6’ Zanini 20’, 69’ | Marcatori | 14’ Ferrario 48’ (rig.) 75’ Fiorio |

| Arbitro: | Loda (Brescia) |

|                         |           |                       |
| Parodi 17’ Galbiati 28’ | Marcatori | 90’ (rig.) Cortelezzi |

| Arbitro: | Pizzato (Mestre) |

|                                               |           |                 |
| Ranghino 6’, 32’, 62’ Barbero 10’ Carello 34’ | Marcatori | 39’, 60’ Parodi |

| Arbitro: | Menchini (Udine) |

|                       |           |  |
| Parodi 25’ Zanini 67’ | Marcatori |  |

| Arbitro: | Picasso (Milano) |

|                           |           |           |
| Di Tullio 14’ Caretti 40’ | Marcatori | 8’ Parodi |

| Arbitro: | Forza (Monfalcone) |

|                                  |           |                                |
| Parodi 14’, 62’ Alghisi 57’, 89’ | Marcatori | 71’ Streri 78’ (rig.) Cattaneo |

| Arbitro: | Campanati (Milano) |

|             |           |             |
| De Luca 77’ | Marcatori | 39’ Alghisi |

| Arbitro: | Crivelli (Viareggio) |

|                       |           |             |
| Racman 17’ Zanini 41’ | Marcatori | 38’ Mantero |

| Arbitro: | Conone (Asti) |

|                        |           |  |
| Alghisi 54’ Racman 55’ | Marcatori |  |

| Arbitro: | Poggipollini (Ferrara) |

|                            |           |            |
| Magri 58’ (rig.) Boffi 60’ | Marcatori | 10’ Zanini |

| Arbitro: | Savio (Torino) |

|                      |           |                          |
| Gazzaniga 83’ (rig.) | Marcatori | 35’, 58’ Cuzzoni 60’ Vay |